# Myotonia congenita
Myotonia congenita betyder medfödd muskelstelhet. Sjukdomen yttrar sig av muskelstelhet som kan vara permanent eller förekomma vid vila eller vid muskelansträngningar. Ibland kan även muskelsvaghet förekomma permanent eller i samband med stelheten. Det finns två former av myotonia congenita, dels Thomsens sjukdom och dels Beckers myotoni.
År 1876 beskrev läkaren Julius Thomsen från Schleswig för första gången sjukdomen. Han själv led av sjukdomen likaså ett stort antal av hans släktingar i flera generationer. Det var Thomsens morfarsmor Frederikke Christine Ludovika von Grambow, 1743-1770, (hon dog i barnsäng - om sjukdomen var en bidragande orsak är inte känt) som är det första kända fallet. Om hennes far, Volrath Levin von Grambow, eller mor, Barbara Sophie von der Lühe, var anlagsbärare är inte känt.
År 1971 Beskrev den tyske läkaren P E Becker en variant av sjukdomen med annan ärftlighetsgång och ofta svårare symtom.

## Förekomst
Förekomsten av myotonia congenita anges i internationell litteratur till 6/100 000. Det innebär att det finns cirka 500 personer med sjukdomen i Sverige Många av dessa har inte fått rätt diagnos. Beckers myotoni är ungefär dubbelt så vanlig som Thomsens sjukdom.
Sjukdomen finns endast hos personer som är släkt med Thomsen.

## Symtom
Symtomen visar sig vid Thomsens sjukdom vid födseln. Det framträdande symtomet är muskelstelhet som utlöses vid kraftfullt muskelarbete efter vila. Stelheten minskar vid upprepat muskelarbete. Detta fenomen brukar kallas "warming up". Hos många kan muskelstelheten vara förenad med en samtidig och övergående muskelsvaghet. Även plötsliga höga ljud eller andra överraskningsmoment kan utlösa en utbredd muskelstelhet och svaghet - ibland så uttalad att personen faller ihop. Andra faktorer som kan utlösa eller förvärra stelheten är kyla, stress, fasta och trötthet. Muskelstyrkan är vanligen normal mellan attackerna även om en del personer med sjukdomen kan ha en lätt bestående svaghet i nacke, underarmar och händer. Den ofta förekommande stelheten medför att muskler "tränas" även i vila och förstoras, speciellt tydligt i skinkor, lår och vader. Muskelsmärtor är vanligt. De två formerna skiljer sig åt i några avseenden:
Thomsens sjukdom är medfödd, den hoppar inte över någon generation och förvärras inte med åren. Om ens barn ej ärvt sjukdomen så får inte barnbarnen den heller. Stelheten omfattar alla muskler inklusive de i ansiktet, tungan och svalget, dock inte hjärtmuskeln.
Beckers myotoni debuterar något senare (5-15 års ålder) men medför en svårare muskelstelhet och förvärras något med åren upp till cirka 30 års ålder, för att sedan förbli oförändrad. Stelheten är mest uttalad i benen och kan med åren spridas till armar och ansikte. Till skillnad från den andra formen förekommer ofta en lätt muskelförtvining i armarna.
Muskelstelheten kan öka vid behandling med vissa läkemedel, till exempel vissa astmamediciner (beta-agonister), vissa hjärt- och blodtrycksmediciner (betablockerare), vätskedrivande mediciner och muskelavslappnande läkemedel som ibland används i samband med operationer.
Av hittills okänd anledning är det ofta så att män med sjukdomen får svårare symtom än kvinnor (gäller ej Thomsens sjukdom). Det är vanligt att kvinnor med sjukdomen upplever en tillfällig försämring av muskelstelheten i samband med graviditet. Även vid nedsatt ämnesomsättning (hypotyreos) förvärras myotonin.